# Bitwa pod Bilwinami

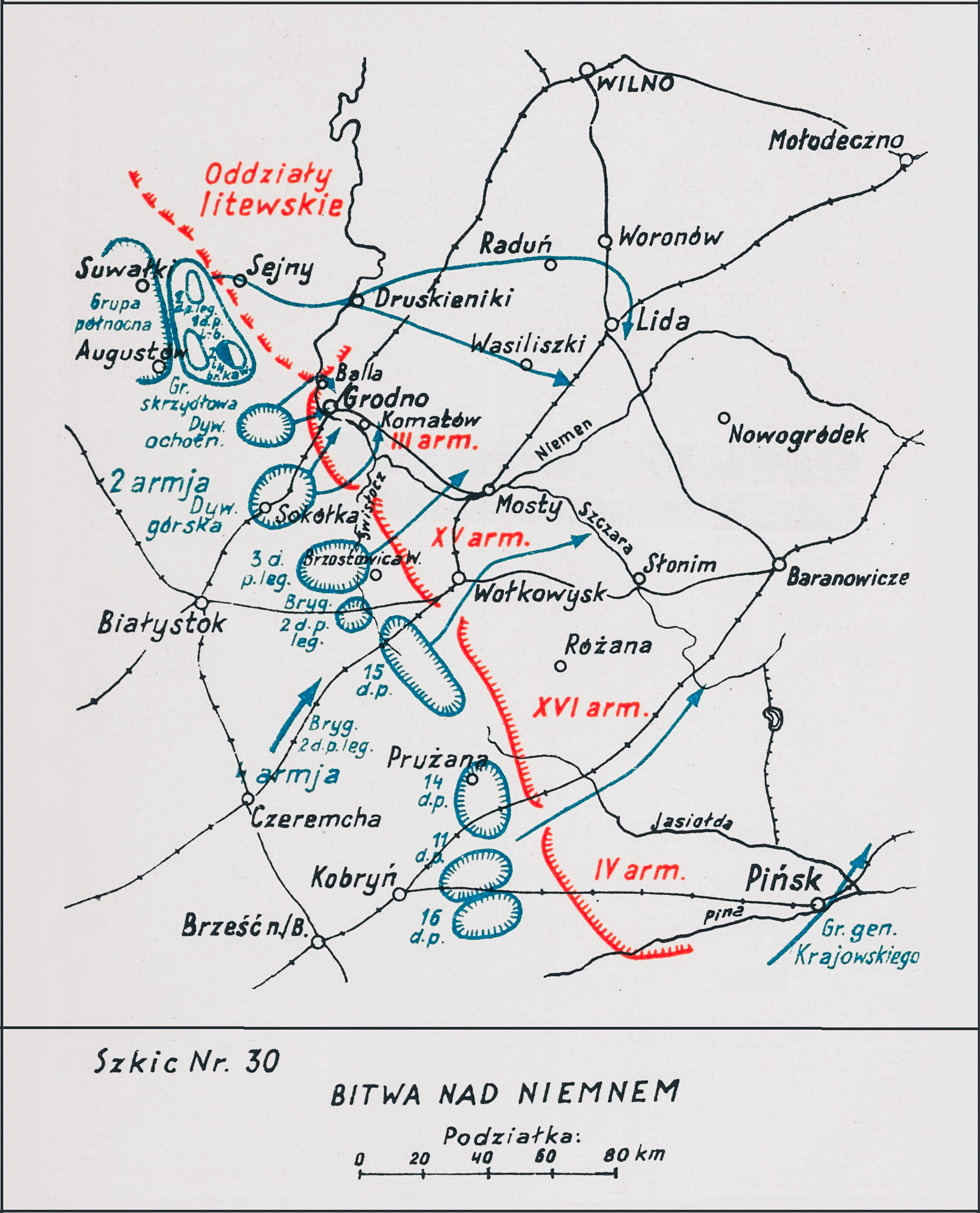
Adam Przybylski
Wojna Polska 1918–1921

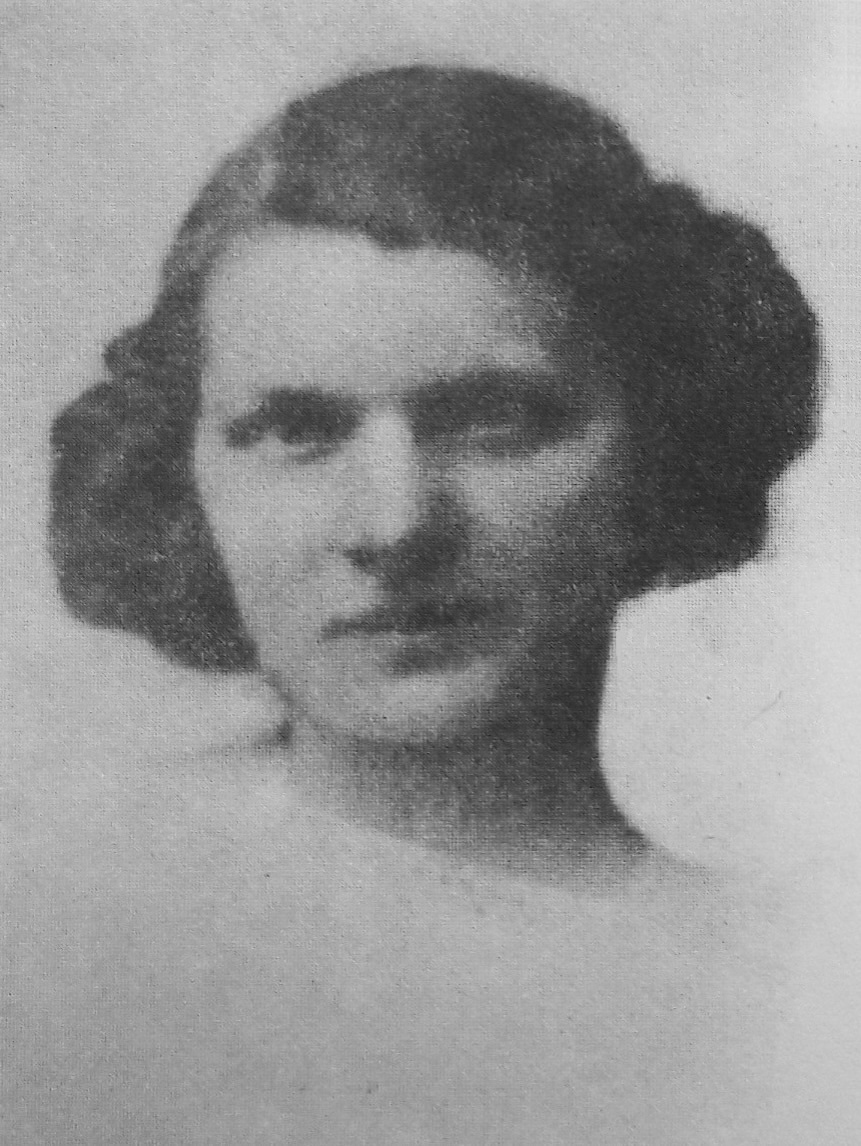
Wanda Hermanówna, kpr. sanitariuszka 4 pspodh., dama Orderu Virtuti Militari

Bitwa pod Bilwinami – część operacji niemeńskiej; walki 4 pułku strzelców podhalańskich ppłk. Mieczysław Boruty-Spiechowicza z trzema pułkami sowieckiej 5 Dywizji Strzelców w czasie ofensywy jesiennej wojsk polskich w okresie wojny polsko-bolszewickiej.

## Sytuacja ogólna
Realizując w drugiej połowie sierpnia 1920 operację warszawską, wojska polskie powstrzymały armie Frontu Zachodniego Michaiła Tuchaczewskiego. 1 Armia gen. Franciszka Latinika zatrzymała sowieckie natarcie na przedmościu warszawskim, 5 Armia gen. Władysława Sikorskiego podjęła działania ofensywne nad Wkrą, a ostateczny cios sowieckim armiom zadał marszałek Józef Piłsudski, wyprowadzając uderzenie znad Wieprza. Zmieniło to radykalnie losy wojny. Od tego momentu Wojsko Polskie było w permanentnej ofensywie.
Po wielkiej bitwie nad Wisłą północny odcinek frontu polsko-sowieckiego zatrzymał się na zachód od linii Niemen – Szczara. Na froncie panował względny spokój, a obie strony reorganizowały swoje oddziały. Wojska Frontu Zachodniego odtworzyły ciągłą linię frontu już 27 sierpnia. Obsadziły one rubież Dąbrówka – Odelsk – Krynki – Grodno – Grodek – Kamieniec Litewski. Stąd Tuchaczewski zamierzał przeprowadzić koncentryczne natarcie na Białystok i Brześć, by dalej ruszyć na Lublin. Uderzenie pomocnicze na południu miała wykonać między innymi 1 Armia Konna Siemiona Budionnego.
Reorganizując siły, Naczelne Dowództwo Wojska Polskiego zlikwidowało dowództwa frontów i rozformowało 1. i 5. Armię. Na froncie przeciwsowieckim rozwinięte zostały 2., 3., 4. i 6. Armia.
10 września, na odprawie w Brześciu ścisłych dowództw 2 i 4 Armii, Józef Piłsudski nakreślił zarys planu nowej bitwy z wojskami Frontu Zachodniego. Rozpoczęły się prace sztabowe nad planem bitwy niemeńskiej. Pomyślana ona była jako pewna kontynuacja operacji warszawskiej, przy założeniu, że jej celem będzie ostateczne rozgromienie wojsk rosyjskiego Frontu Zachodniego.
Myślą przewodnią było związanie głównych sił przeciwnika w centrum poprzez natarcie w kierunku na Grodno i Wołkowysk. Jednocześnie północna grupa uderzeniowa, skoncentrowana na lewym skrzydle 2 Armii, miała szybkim marszem przeciąć skrawek terytorium litewskiego i wyjść na głębokie tyły oddziałów Armii Czerwonej, zaangażowanych w bój o Grodno i Wołkowysk.
W pierwszej fazie bitwy nad Niemnem 21 Dywizja Piechoty Górskiej gen. Andrzeja Galicy uderzyła na stanowiska sowieckiej 5 Dywizji Strzelców, aby wywalczyć sobie lepsze podstawy wyjściowe do natarcia na Grodno.

## Walki pod Bilwinami
20 września II Brygada Górska w składzie 3. i 4 pułk strzelców podhalańskich otrzymała rozkaz opanowania Bilwin. Na linii osi pobliskiej rzeki Przerwa stał w dniach 11–23 września 1920 r. front pozycyjny bitwy niemeńskiej. Na bazie 4 pułku strzelców podhalańskich zostało zorganizowane zgrupowanie uderzeniowe ppłk. Boruty-Spiechowicza w składzie: 4 pspodh., II/3 pspodh., 8 bateria 11 pułku artylerii polowej i 2 bateria 1 pułku artylerii górskiej oraz pociągi pancerne „Poznańczyk” i „Paderewski”.
W godzinach popołudniowych zgrupowanie uderzyło na oddziały 5 Dywizji Strzelców.
I/4 pspodh. kapitana Stanisława Świąteckiego uderzył na Bilwiny, a II/ 3 pspodh. na pasmo wzgórz na wschód od Zaśpicz. III batalion został w odwodzie. Po krótkiej walce polskie pododdziały osiągnęły zakładane cele, a oddziały sowieckie wycofały się i skoncentrowały się na wschód od Bilwin. Były to: 40 pułk strzelców, posiadający w swych szeregach przede wszystkim ochotników, członków partii komunistycznej, którzy poprosili o wysłanie na front, aby podnieść morale w oddziałach frontowych, oraz 41 i 42 pułk strzelców, które składały się z ochotników-komunistów narodowości łotewskiej i niemieckiej.
Natarcie trzech sowieckich pułków wyparło strzelców podhalańskich z Bilwin i zagroziło wyjściem na tyły pododdziałów obsadzających wzgórza pod Zaśpiczami.
21 września Bilwiny i wzgórza pod Zaśpiczami kilkakrotnie przechodziły z rąk do rąk. Walki były niezwykle zacięte, a straty po obu stronach duże. Obie strony nie brały jeńców.
Aby osłabić nacisk nieprzyjaciela na Bilwiny, dowódca 21 DGór. gen. Andrzej Galica nakazał uderzenie I/1 pułku strzelców podhalańskich na Parczowce.
Jednak dopiero wieczorem, po bardzo ciężkiej walce na bagnety i granaty ręczne, 4 pułk strzelców podhalańskich ostatecznie zdobył Bilwiny, a o zmroku odparł ostatni kontratak wyczerpanego przeciwnika i tym samym zakończył jedną z najcięższych swoich walk w wojnie polsko-sowieckiej.
Przełamanie przez Brygadę Strzelców Podhalańskich frontu pozycyjnego bitwy niemeńskiej na linii osi rzeki Przerwa (zwanej również Klimówka), z równoczesnym wyparciem wojsk bolszewickich z gór zaśpickich oraz z Kuźnicy, otworzyło bramy starożytnego grodu nadniemeńskiego.
Walki żołnierzy Dywizji Górskiej w operacji niemeńskiej na linii Kuźnica Grodzieńska, Odelsk, Indura, ze szczególnym uwzględnieniem bojów o Kuźnicę nad Łosośną, w dolinie Klimówki – Przerwy (Bilminy), w Zaśpiczach, w tzw. Bramie Odelskiej, umożliwiły (po zajęciu Kuźnicy, Odelska i Indury) zdobycie ufortyfikowanego Grodna.

## Bilans walk
Zwycięstwo pod Bilwinami Polacy okupili stratą około 350 poległych i rannych.
Wśród zabitych byli: dowódca I/ 4 pspodh. kpt. Stanisław Świątecki, adiutant pułku ppor. Kazimierz Lehr, dowódca 3 kompanii ppor. Bogusław Karaś i sanitariuszka kpr. Wanda Hermanówna. Zostali oni pośmiertnie odznaczeni Krzyżem Srebrnym Orderu Virtuti Militari.